# Јужна Оркнијска острва
Јужна оркнијска острва (енгл. South Orkneys) је група острва у Јужном океану, југоисточно од Јужне Америке. Ову групу чине два велика острва, Коронасјон (Coronation) и Лори (Laurie), и много мањих острва. Некада су била у саставу Фолкландских Острва до 1962. године када су припала под управу Уједињеног Краљевства. Сва заједно чине Британску Антарктичку територију. Површина им је 622 km². Брдовита су и прекривена вечним снегом. Највиши врх је Нивеа, висок 1266 m. Пуста су и ненасељена. Мало острво Сињи (Signi) служи као база за лов на китове.
Открио их је Енглез Џорџ Пауел (George Powel) 1821. године.